# Gröndalsbron
Gröndalsbron betecknar två parallella broar över Essingesundet mellan Gröndal och Stora Essingen i Stockholm, en motorvägsbro som utgör en del av Essingeleden och en spårvägsbro som utgör en del av Tvärbanan.

## Motorvägsbron

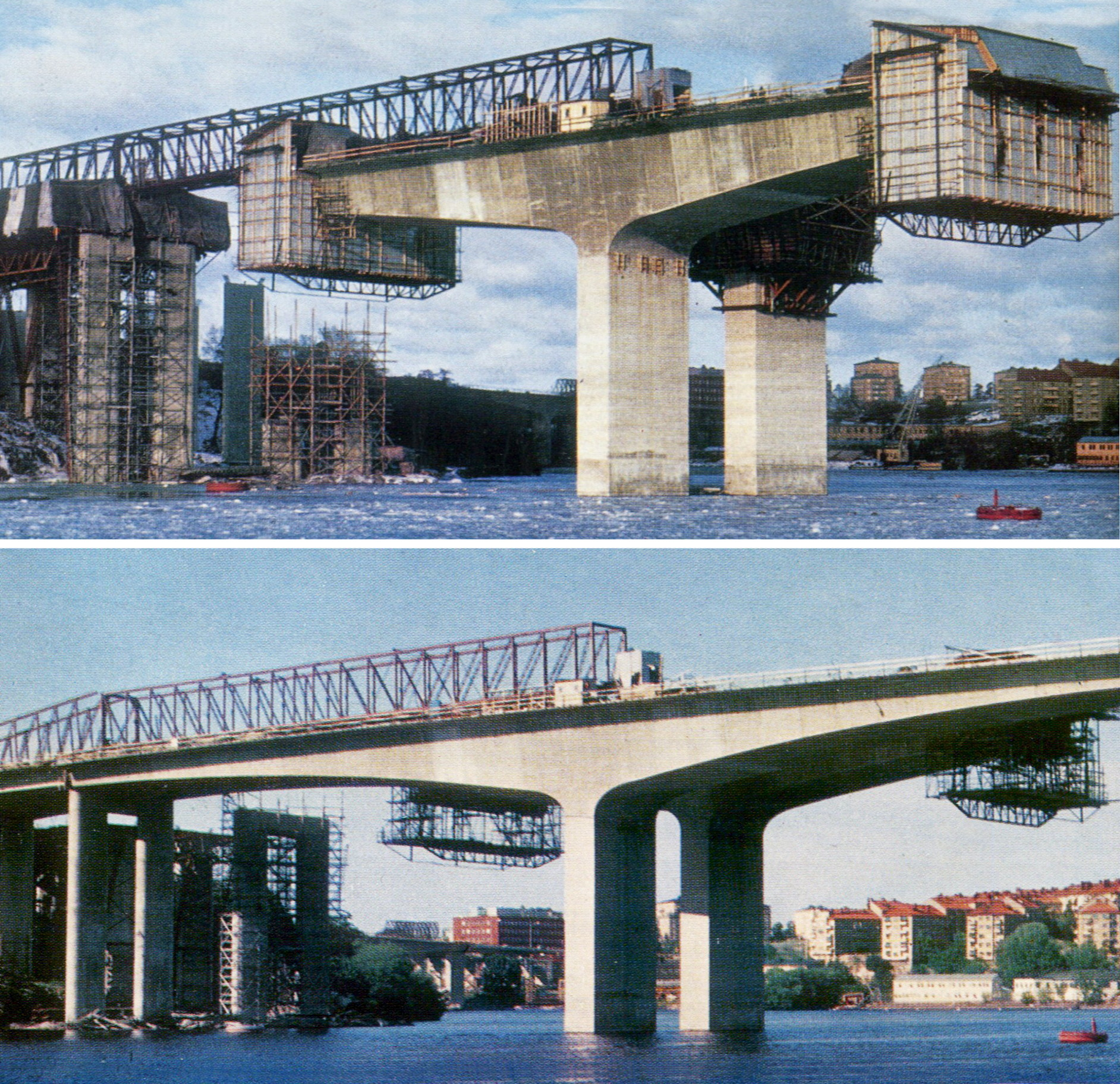
Bygget 1963-1965.

Motorvägsbron består av två parallella broar, vilka i sin tur är konstruerade av tre delsegment på 70, 120 och 70 meters längd. Den högsta (mittersta) har en segelfri höjd på 25,2 meter. Gröndalsbron är liksom Fredhällsbron ritad av arkitektföretaget AOS (Ahlgren-Olsson-Silow) och konstruerad av det kommunala aktiebolaget Gekonsult. Brospannet är utfört som en lådbalk i efterspänd betong. Spännarmering används även i själva plattan motorvägsbanan. Lådbalken är fast inspänd i pelarna vid stöd G11 och G12 (de stöd som står i vatten). I brohjässan (brons högsta punkt) finns två pendellager monterade, som innebär att respektive brodel hjälper den andra att bära trafiklast. Brons pelare grundlades som mest 32 meter under Mälarens vattenyta.
Spannen kunde byggas med hängande ställningar i balkändarna utan att ställningar från mark eller vatten behövde användas, efter tyska förebilder även kallad Freivorbau. För interna transporter mellan de ofärdiga broavsnitten användes ett provisoriskt stålfackverk som lyftes på plats av den flytande hamnkranen Lodbrok. Byggarbetena började 1961 och invigningen skedde samtidigt med Essingeleden den 21 augusti 1966. För byggarbetena svarade "Konsortiet Essingebroarna" med Samuelsson & Bonnier och Widmark & Platzer som entreprenörer. Utöver Gröndalsbron ingick även Trafikplats Stora Essingen, Essingebron (inklusive lokalbron) samt ramper för Brommagrenen i konsortiets byggnadsetapp.

## Spårvägsbron
Gröndalsbron är även namnet på spårvägsbron (för Tvärbanan) över Gröndalssundet vilken löper parallellt med motorvägsbron och som har en liknande konstruktion och ett liknande utseende som denna. Brons totalentreprenörer var Skanska och NCC och konstruerades av konsultföretaget ELU. Bron öppnades för spårvägstrafik år 2000 samtidigt med Alviksbron.
Snart upptäcktes sprickbildning på grund av skjuvspänning i båda broarnas lådbalkar och vid slutet av 2001 bedömde SL (Stockholms Lokaltrafik) att utvecklingen föranledde en närmare undersökning. Under utredningsarbetet förstärktes broarna temporärt med utanpåliggande stålstag och under hösten 2002 genomfördes en permanent invändig förstärkning.

## Panorama

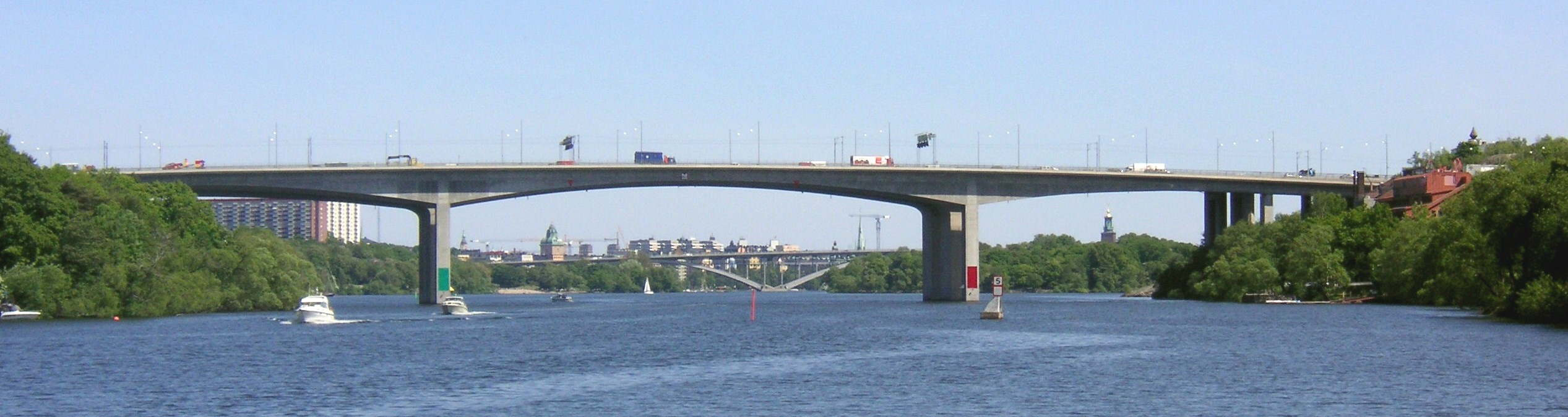
Gröndalsbron mot öst med Västerbron och Stadshuset i bakgrunden.

## Bildgalleri

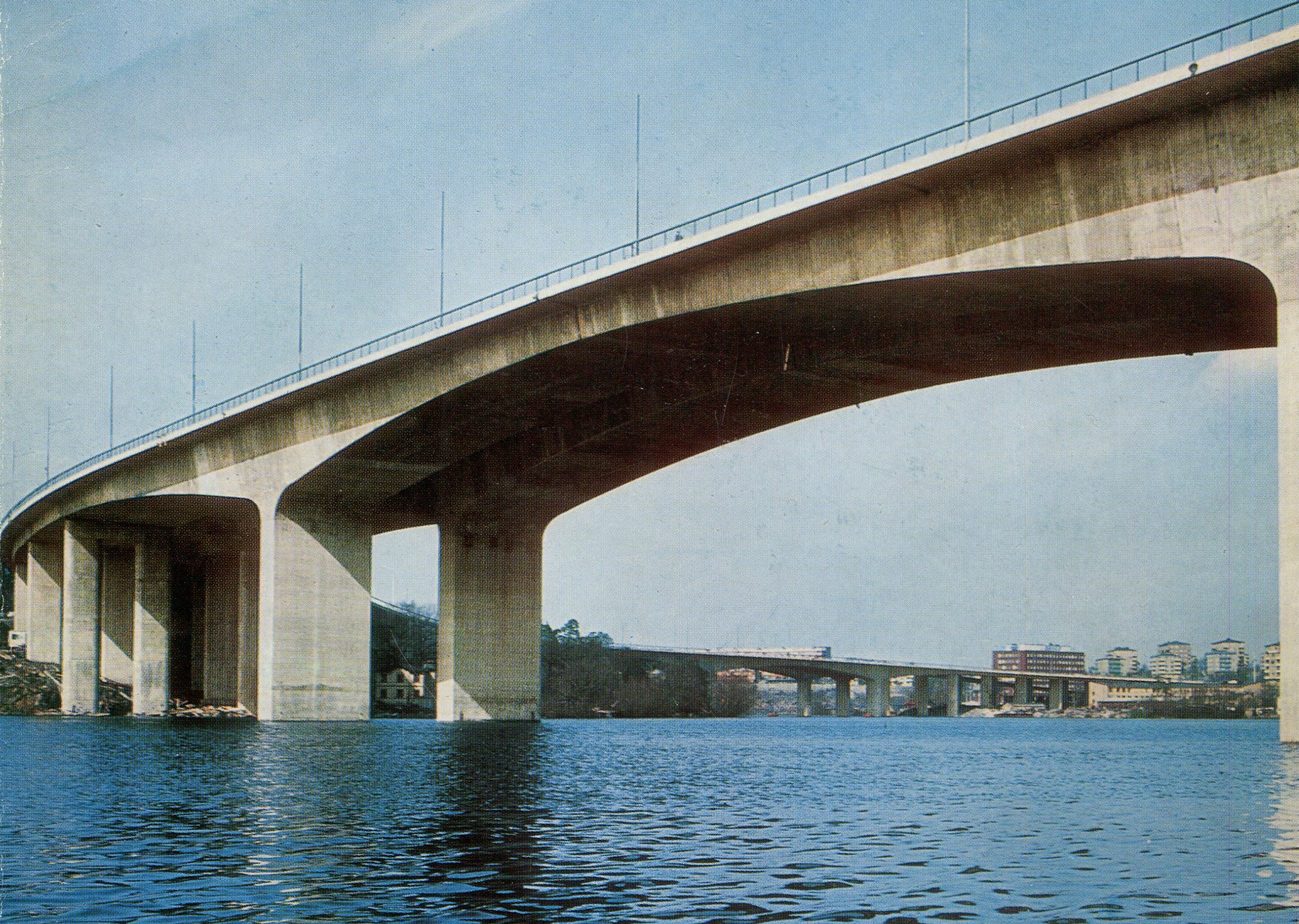
Nyinvigda Gröndalsbron sedd från Gröndal, 1966.
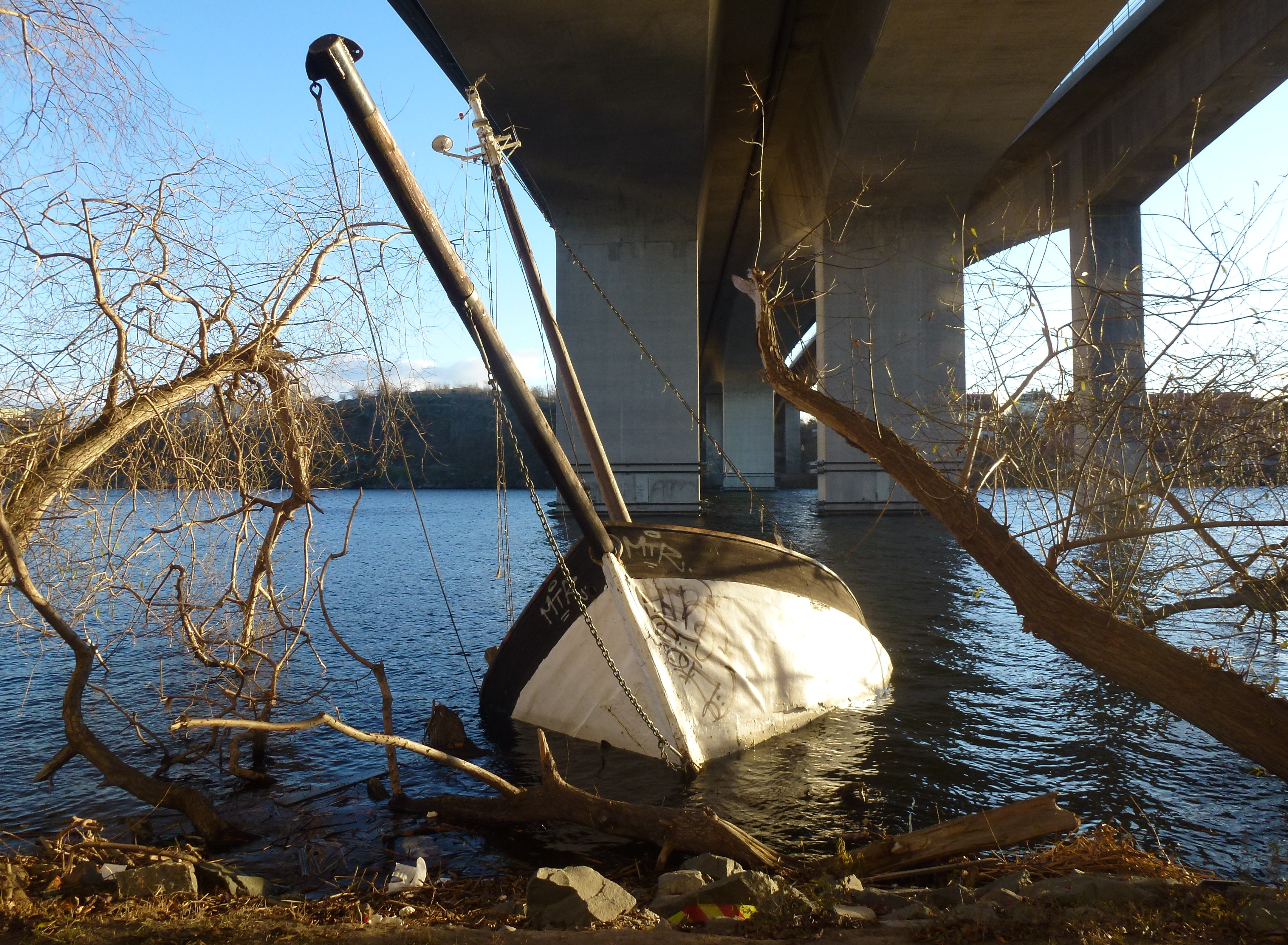
Spårvägsbron till höger och motorvägsbron till vänster, 2013.
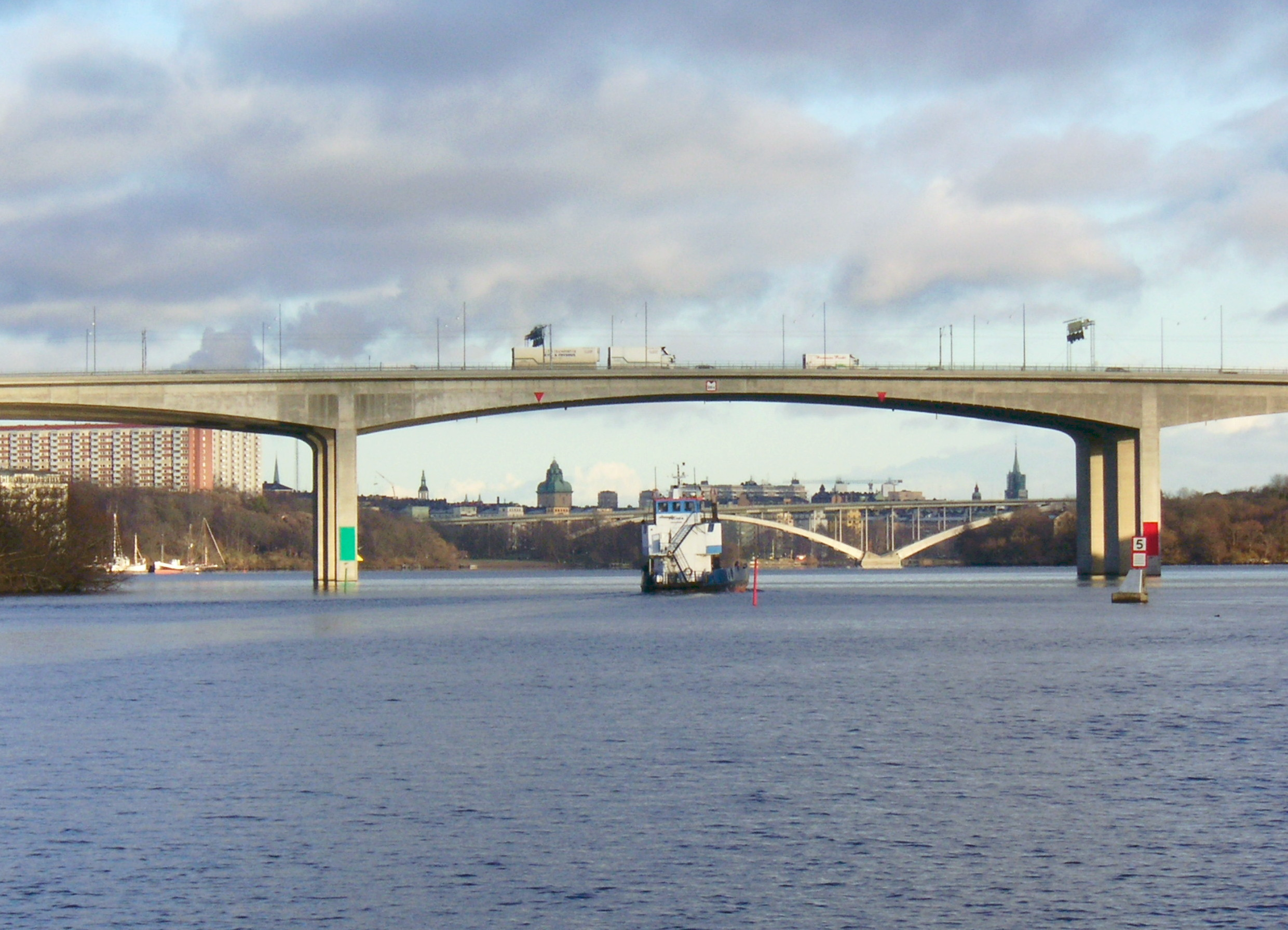
Gröndalsbron från Gröndal, vy in mot Stockholm, 2006
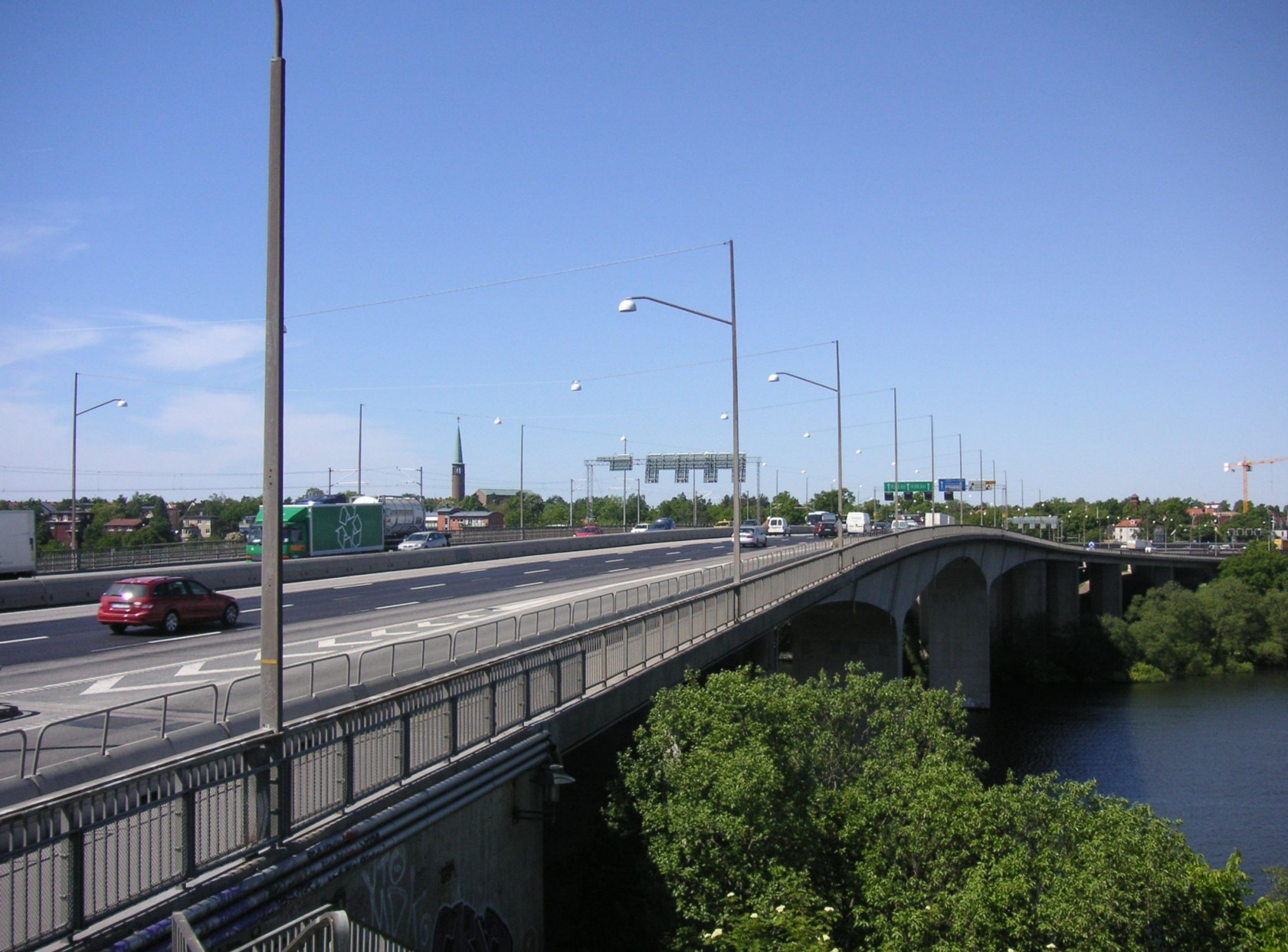
Gröndalsbron från Ormberget, 2008.
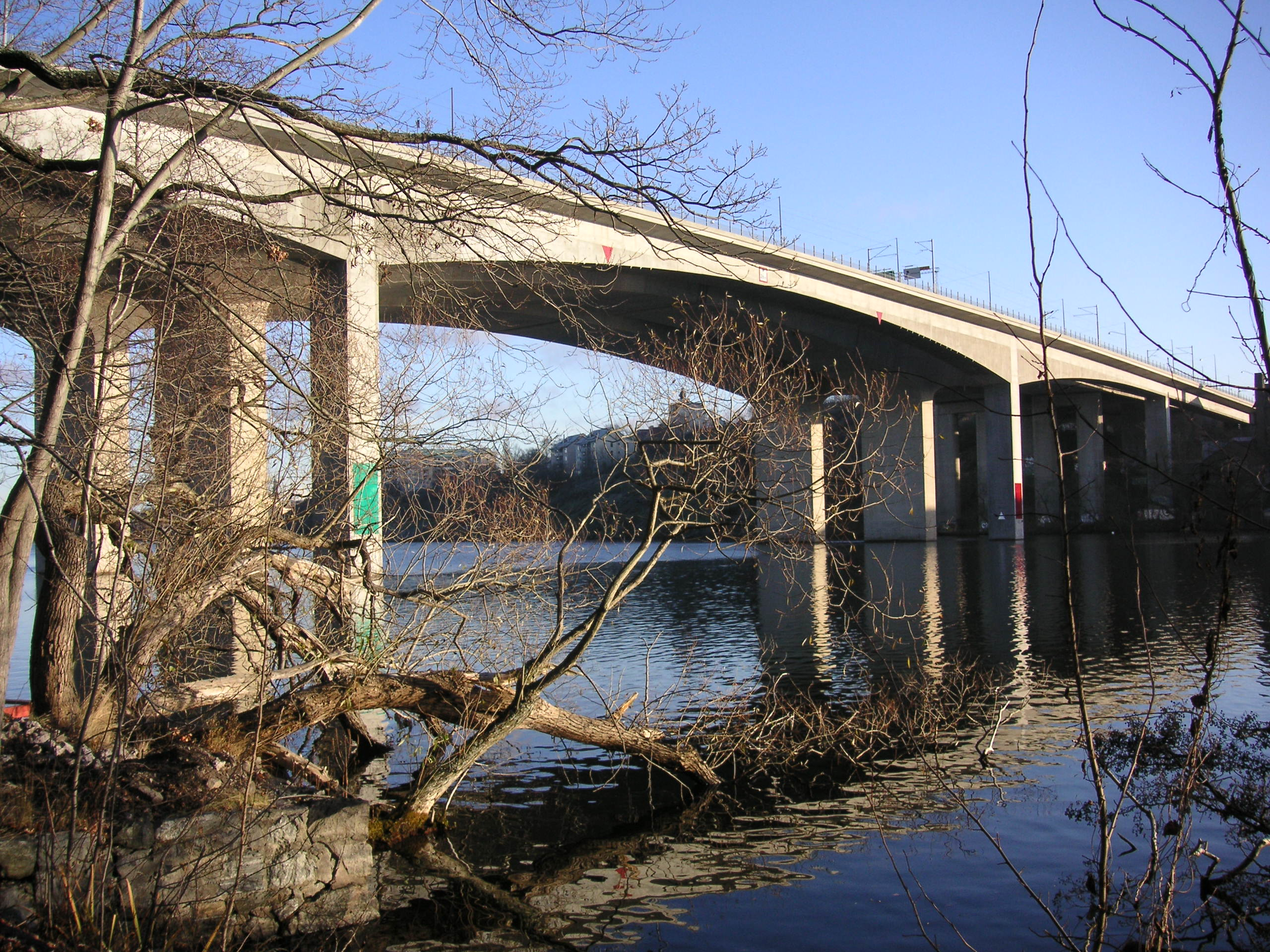
Gröndalsbron från Stora Essingen vid Broparken, 2005.